# Robert Legget
Robert Ferguson Legget (* 29. September 1904 in Liverpool; † 17. April 1994 in Ottawa) war ein kanadischer Bauingenieur (Geotechnik) und Ingenieurgeologe.
Legget studierte Bauingenieurwesen an der University of Liverpool mit dem Bachelorabschluss 1925 und dem Masterabschluss 1927. Danach arbeitete er als konstruktiver Ingenieur in der Bauindustrie in Großbritannien und dann in Kanada. 1936 wurde er Dozent an der Queen’s University in Kingston (Ontario) und danach Professor an der University of Toronto.  1947 wurde er Direktor der Abteilung Bauforschung (Building Research) des National Research Council of Canada. 1969 ging er in den Ruhestand.
Legget ist für seine Beiträge zur Ingenieurgeologie und zur Standardisierung von Bauvorschriften in Kanada bekannt. Er schrieb Bücher über historische Kanäle und Eisenbahnen in Kanada und engagierte sich im Erhalt der Kanalsysteme. Beispielsweise war er ab den 1940er Jahren maßgeblich an einer Bewegung zum Erhalt der Wasser-Ressourcen und Kanäle beteiligt und 1946 stand er hinter dem Conservation Authorities Act der Provinz Ontario.
1977 war er Terzaghi Lecturer (Geology and geotechnical engineering). Er war dreizehnfacher Ehrendoktor: 1961 der McMaster University, 1963 der University of Waterloo, 1966 der Queen’s University, 1969 der University of Western Ontario, der University of New Brunswick, der University of Toronto und der Karls-Universität Prag, 1971 der University of Liverpool und der der University of Glasgow, 1972 des Clarkson College of Technology, der Technical University of Nova Scotia und der Sir George Williams University sowie 1974 der Carleton University. 1959/60 war er Vorstand der Abteilung Ingenieurgeologie der Geological Society of America. Er war Gründungspräsident der Canadian Academy of Engineering. 1966 war er Präsident der Geological Society of America. 1972 erhielt er die Logan Medal der Geological Association of Canada, 1974 den Claire P. Holdredge Award der Association of Environmental and Engineering Geologists, er erhielt den Royal Bank Award und 1977 die William Smith Medal der Geological Society of London. 1967 wurde er Officer und 1969 Companion des Order of Canada. Außerdem war er Mitglied der Royal Society of Canada (1956) und der National Academy of Engineering (1988) sowie Ehrenmitglied der Royal Society of Edinburgh (1983).
Die höchste Ehrung der Canadian Geotechnical Society, der R. F. Legget Award, ist nach ihm benannt.

## Schriften
- mit Allen W. Hatheway: Geology and Engineering, 3. Auflage, McGraw Hill 1988 (die erste Auflage von Legget erschien 1939)
- mit P. F. Karrow: Handbook of Geology in Civil Engineering, 3. Auflage, McGraw Hill 1983
- Cities and Geology, McGraw Hill 1973
- Rideau Waterway, University of Toronto Press 1955, 1972, 1986 (Geschichte des Rideau Canal)
- Ottawa Waterway, Gateway to a Continent, University of Toronto Press 1975
- Ottawa River Canals and the defence of British North America, University of Toronto Press 1988
- Canals of Canada, Vancouver 1976
- Railways of Canada, Newton Abbot, David and Charles, 1973
- Railroads of Canada, New York 1973
- Canadian Railways in Pictures, Vancouver 1977
- als Herausgeber: Glacial Till - an interdisciplinary study, Royal Society of Canada, National Research Council of Canada, 1976
- mit Charles Disney: Modern Railroad Structures, McGraw Hill 1949
- als Herausgeber: Building under cities, Geological Society of America 1982
- Standards in Canada, Ottawa, Information Canada, 1971
- mit M. C. Baker: Directory of standards in building, National Research Council of Canada 1968
- als Herausgeber: Soils in Canada; geological, pedological, and engineering studies, University of Toronto Press 1961

Er war Herausgeber der Canadian Building Reihe der University of Toronto Press.